# Olechnowicze (obwód miński)
Olechnowicze (biał. Аляхновічы, ros. Олехновичи) – agromiasteczko na Białorusi, w obwodzie mińskim, w rejonie mołodeckim, w sielsowiecie Olechnowicze.
W miejscowości znajdują się parafialna cerkiew prawosławna pw. Narodzenia św. Jana Chrzciciela oraz stacja kolejowa Olechnowicze na linii Mińsk – Mołodeczno. W latach międzywojennych była to polska stacja graniczna na granicy z ZSRR.

## Historia
W czasach zaborów wieś w gminie Krasnesioło, w powiecie wilejskim, w guberni wileńskiej Imperium Rosyjskiego. W 1865 roku liczyła 38 dusz rewizyjnych, należała do Świętorzeckich.
W latach 1921–1945 wieś, osadę kolejową i dwa zaścianki Olechnowicze I i Olechnowicze II leżały w Polsce, w województwie wileńskim, w powiecie wilejskim, od 1927 roku w powiecie mołodeczańskim, w gminie Kraśne.
Według Powszechnego Spisu Ludności z 1921 roku zamieszkiwały tu 242 osoby, 15 były wyznania rzymskokatolickiego a 227 prawosławnego. Jednocześnie wszyscy mieszkańcy zadeklarowali polską przynależność narodową. Były tu 43 budynki mieszkalne. 
W 1931:
- wieś w 71 domach zamieszkiwało 416 osób[9].
- osadę kolejową w 5 domach zamieszkiwało 60 osób[9].
- zaścianek Olechnowicze I w 3 domach zamieszkiwało 14 osób[9].
- zaścianek Olechnowicze II w 2 domach zamieszkiwało 14 osób[9].

Wierni należeli do parafii rzymskokatolickiej w Plebanii i prawosławnej w Uszy. Miejscowość podlegała pod Sąd Grodzki w Kraśnem i Okręgowy w Wilnie; właściwy urząd pocztowy mieścił się w Kraśnem.
W wyniku napaści ZSRR na Polskę we wrześniu 1939 miejscowość znalazła się pod okupacją sowiecką. 2 listopada została włączona do Białoruskiej SRR. Od czerwca 1941 roku pod okupacją niemiecką. W 1944 miejscowość została ponownie zajęta przez wojska sowieckie i włączona do Białoruskiej SRR.
Od 1991 w składzie niepodległej Białorusi.

## Przynależność państwowa i administracyjna
- 1795 - 1917  Imperium Rosyjskie, gubernia wileńska, powiat wilejski
- 1917 - 1919  Rosyjska FSRR
- 1919 - 1920  Polska, Zarząd Cywilny Ziem Wschodnich, okręg wileński
- 1920 - 1921  Rosyjska FSRR
- 1921 - 1945[b]  Polska
  - województwo:
    - nowogródzkie (1921 - 1922)
    - Ziemia Wileńska (1922 - 1926)
    - wileńskie (od 1926)

  - powiat:
    - wilejski (1921 - 1927)
    - mołodeczański (od 1927)
- 1945 - 1991  ZSRR, Białoruska SRR
- od 1991  Białoruś

## Urodzeni w Olechnowiczach
- Witold Sylwanowicz (1901–1975), lekarz, profesor i nauczyciel akademicki urodzony w Olechnowiczach
- Kazimierz Zienkiewicz (1896–1940), chemik eksperymentator, kapitan uzbrojenia Wojska Polskiego, działacz niepodległościowy, kawaler Orderu Virtuti Militari